# Vidala

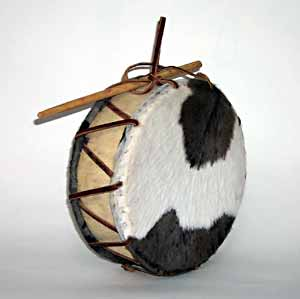
Caja utilizada para tocar la vidala.

La vidala es una de las especies folklóricas que integran el canto con caja, una expresión de los pueblos del Noroeste argentino que integra también la tonada y la baguala. El canto con caja es una especie folklórica argentina y es sobre todo un elemento esencial en los ritos festivos y sagrados de las comunidades andinas. De las tres la vidala es la más cercana a nuestro tiempo, tuvo su mayor desarrollo alrededor de 1800 y por eso se la considera el primer género folklórico, porque se constituye paralelamente a la creación del estado nación argentino. La vidala se canta en soledad o en rondas comunitarias, a una o dos voces, con caja y suele ser acompañado a veces con guitarra. La zona de influencia de la vidala es en el montaña: Tucumám, Salta, Catamarca, Santiago del Estero y La Rioja .

## Estética
Así como las otras especies del canto con caja, la vidala posee características musicales muy particulares y antiguas. No sigue los patrones occidentales en cuanto a lo estético, sino que se nutre de elementos y matices propios de los cantos originarios de los andes. No es de importancia que se cante afinado o prolijo. A diferencia de las otras especies, la vidala nace ya como una especie folklórica criolla mixturada, con elementos musicales propios de la cultura española.
En su interpretación hay presente una oposición energética entre lo que hace la caja y la voz: mientras que rítmicamente la caja cae a tierra, la voz tiende a variar en el aire. Esto aparece en otro tipo de manifestaciones rituales ancestrales de América, África y Asia y tiene que ver con la conexión del ser humano con la tierra y el cielo. En la vidala hay por lo tanto un concepto de universo, de sistema, de cosmos. La voz del canto de la vidala es quebrada, hace sonar fuerte los cambios de registro de la voz. En este sentido técnico es similar al yo del. Leda Valladares nombra al canto con caja como "ese canto de precipicio, esos gritos, esos despeñaderos del canto que son tremendamente dolorosos y abismales".
Hay muchas discordancias acerca de cuáles son los límites de la vidala, siendo que tales géneros folklóricos como la tonada, la baguala y la vidalita presentan en diversos casos muchas similitudes.
La vidala no posee danza o coreografía típica.

## Historia
Por el siglo 17 Felipe Guamán Poma de Ayala documentó en el antiguo imperio Inca la presencia de la "tinya", un tambor de mano que solía ser usado por mujeres y tocado de un modo similar a como es tocado hoy en día en el noroeste argentino. En sus orígenes el canto con caja se cantaba en las lenguas de los pueblos precolombinos como el cacán y el quechua. Con la llegada de la colonización española esas formas originarias se fueron perdiendo o transformando. Los españoles logran, en muchos lugares, imponer su lengua y su religión generando así una criollización de estas especies. De esta manera se comenzó a usar el español en las letras y se incorporó la forma de la copla (4 versos octosilábicos con rima ABCB), así como se integraron al rito maneras de proceder religiosas.

## Ritos y Carnaval
Producto de la llegada española se produce una superposición entre ritos sagrados de los pueblos originarios y el carnaval europeo. Es así como en el noroeste argentino, con los ritos propiciatorios de la abundancia a la pachamama y la cosecha al algarroba, se festeja el carnaval.  Hay un tipo de vidala que es típicamente interpretada en estos ritos que es la vidala chayera, que debe su nombre a que se toca durante tiempo de carnaval.
Para que una caja pueda ser tocada se realiza una ceremonia a través de la cual se bautiza a tal instrumento, se lo chaya. La caja debe ser chayada por mujeres mayores, copleras, aquellas maestras que llevan largo recorrido con el canto con caja.

## Forma y escalas
Debido a que la vidala es principalmente realizada a través del canto con caja y la voz, la forma de las vidalas está condicionada por el texto. En ellas se presentan coplas solas, quintillas o sextillas y más a menudo coplas con estribillos intercalados, a los que a veces se agrega una trova. No hay por lo tanto un modelo definido de vidala.
Las escalas presentes en la vidala debido a su mezcla con lo europeo suelen ser tetrafónicas, pentatónicas, diatónicas o bimodales. Se la puede cantar en comparsa, al unísono, o en dúos a terceras o sextas paralelas, con excepción de las vidalas tetrafónicas y pentatónicas, que son las más antiguas. La vidala tiene un sustento armónico que las otras especies de canto con caja no poseen. La misma por lo tanto puede ser acompañada por bombo, guitarra y violín.